# Xiphopteris albobrunnea
Xiphopteris albobrunnea là một loài dương xỉ trong họ Polypodiaceae. Loài này được Schelpe mô tả khoa học đầu tiên..
Danh pháp khoa học của loài này chưa được làm sáng tỏ. 